# Sadler's Wells (häst)
Sadler's Wells, född 11 april 1981, död 26 april 2011, var ett amerikanskfött engelskt fullblod som tävlade i Storbritannien och Irland. Han utsågs till European Champion Miler 1984, efter att ha segrat i Irish 2000 Guineas, Eclipse Stakes och Phoenix Champion Stakes. Han slutade också tvåa i Prix du Jockey Club och King George VI och Queen Elizabeth Stakes. Han rankades som sexa i den totala internationella klassificeringen 1984.

## Bakgrund
Sadler's Wells köptes i Nordamerika av britten Robert Sangster, och sattes i träning hos Vincent O'Brien på Ballydoyle Stables på Irland. Under hela sin tävlingskarriär hade Sadler's Wells en karakteristisk löpstil, då han galopperade med huvudet i en ovanligt hög vinkel. Även som avelshingst var han känd för sitt avslappnade, godmodiga temperament, en egenskap som han förde vidare till många av sina avkommor.

## Karriär
Sadler's Wells tävlade mellan 1983 och 1984, och sprang in 663 423 dollar på 11 starter, varav 6 segrar och 4 andraplatser. Han tog karriärens största segrar i Irish 2000 Guineas (1984), Eclipse Stakes (1984) och Phoenix Champion Stakes (1984). Han segrade även i Beresford Stakes (1983) och Derrinstown Stud Derby Trial (1984).
Sadler's Wells gjorde sin första start som tvååring i september 1983 på Leopardstown Racecourse, och segrade med sex längder. I sitt första löp som treåring mötte Sadler's Wells El Gran Senor för första och enda gången, då han slutade tvåa i Gladness Stakes på Curragh. Sadler's Wells vann sedan Derrinstown Stud Derby Trial och senare även Irish 2000 Guineas. Som treåring segrade han även i Eclipse Stakes och Phoenix Champion Stakes. Han gjorde sin sista start i 1984 års upplaga av Prix de l'Arc de Triomphe, på Longchamp i Frankrike, där han slutade på åttonde plats.

## Avelskarriär
Trots framgångarna som tävlingshäst, är det som avelshingst som Sadler's Wells är mest känd. Han var den ledande avelshingsten i Storbritannien och Irland hela 14 år, varav 13 år i rad. Vid tidpunkten för sin död hade han fått 323 stakesvinnare, endast Danehill, som var verksam på båda halvkloten fick fler. Sadler's Wells blev också en anmärkningsvärd farfar, tack vare Galileo och Montjeu i Europa, och El Prado i USA. Då Sadler's Wells var verksam på Irland, hjälpte han till att vända en trend från mitten av 1900-talet där många av Europas mest framgångsrika kapplöpningshästar exporterades för att stå i USA och senare Japan.
Sadler's Wells avled av naturliga orsaker den 26 april 2011 på Coolmore Stud.

### Anmärkningsvärda avkommor
| Född | Namn               | Kön    | Större segrar |
| ---- | ------------------ | ------ | --- |
| 1986 | Braashee           | Hingst | Prix Royal-Oak |
| 1986 | French Glory       | Hingst | Canadian International Stakes                                                                                              |
| 1986 | In the Wings       | Hingst | Coronation Cup, Grand Prix de Saint-Cloud, Breeders' Cup Turf                                                              |
| 1986 | Old Vic            | Hingst | Prix du Jockey Club, Irish Derby                                                                                           |
| 1986 | Prince of Dance    | Hingst | Dewhurst Stakes |
| 1986 | Scenic             | Hingst | Dewhurst Stakes |
| 1987 | Salsabil           | Sto    | Prix Marcel Boussac, 1000 Guineas, Epsom Oaks, Irish Derby, Prix Vermeille,                                                |
| 1988 | Opera House        | Hingst | Coronation Cup, Eclipse Stakes, King George VI and Queen Elizabeth Stakes                                                  |
| 1988 | Runyon             | Hingst | Underwood Stakes |
| 1988 | Saddlers' Hall     | Hingst | Coronation Cup |
| 1989 | El Prado           | Hingst | National Stakes |
| 1989 | Johann Quatz       | Hingst | Prix Lupin |
| 1989 | Masad              | Hingst | Gran Premio d'Italia |
| 1990 | Barathea           | Hingst | Irish 2000 Guineas, Breeders' Cup Mile                                                                                     |
| 1990 | Fatherland         | Hingst | National Stakes |
| 1990 | Fort Wood          | Hingst | Grand Prix de Paris |
| 1990 | Intrepidity        | Sto    | Epsom Oaks, Prix Saint-Alary, Prix Vermeille                                                                               |
| 1990 | Pridwell           | Valack | Aintree Hurdle |
| 1991 | Carnegie           | Hingst | Prix de l'Arc de Triomphe, Grand Prix de Paris                                                                             |
| 1991 | Correggio          | Valack | Breeders' Cup Grand National Steeplechase                                                                                  |
| 1991 | King's Theatre     | Hingst | Racing Post Trophy, King George VI and Queen Elizabeth Stakes                                                              |
| 1991 | Northern Spur      | Hingst | Breeders' Cup Turf |
| 1991 | Zaiyad             | Valack | Grande Course de Haies d'Auteuil, Grand Prix d'Automne                                                                     |
| 1992 | Dance Design       | Sto    | Irish Oaks |
| 1992 | Istabraq           | Valack | Royal Sunalliance Novices' Hurdle, Irish Champion Hurdle (4 times), Champion Hurdle (3 times), Punchestown Champion Hurdle |
| 1992 | Moonshell          | Sto    | Epsom Oaks |
| 1992 | Muncie             | Sto    | Prix Saint-Alary |
| 1992 | Poliglote          | Hingst | Critérium de Saint-Cloud                                                                                                   |
| 1993 | Chief Contender    | Hingst | Prix du Cadran |
| 1993 | Darazari           | Hingst | Ranvet Stakes |
| 1993 | French Ballerina   | Sto    | Supreme Novices' Hurdle |
| 1993 | Luna Wells         | Sto    | Prix Saint-Alary |
| 1994 | Ebadiyla           | Sto    | Irish Oaks, Prix Royal-Oak                                                                                                 |
| 1994 | Entrepreneur       | Hingst | 2000 Guineas |
| 1994 | In Command         | Hingst | Dewhurst Stakes |
| 1994 | Kayf Tara          | Hingst | Ascot Gold Cup (två gånger), Irish St. Leger (två gånger)                                                                  |
| 1995 | Dream Well         | Hingst | Prix du Jockey Club, Irish Derby                                                                                           |
| 1995 | Greek Dance        | Hingst | Bayerisches Zuchtrennen |
| 1995 | Insight            | Sto    | E. P. Taylor Stakes |
| 1995 | King of Kings      | Hingst | 2000 Guineas, National Stakes                                                                                              |
| 1995 | Leggera            | Sto    | Prix Vermeille |
| 1996 | Commander Collins  | Hingst | Racing Post Trophy |
| 1996 | Daliapour          | Hingst | Coronation Cup, Hong Kong Vase                                                                                             |
| 1996 | Montjeu            | Hingst | Prix du Jockey Club, Irish Derby, Arc de Triomphe, Grand Prix de Saint-Cloud, King George VI and Queen Elizabeth Stakes    |
| 1996 | Saffron Walden     | Hingst | Irish 2000 Guineas |
| 1997 | Aristotle          | Hingst | Racing Post Trophy |
| 1997 | Beat Hollow        | Hingst | Grand Prix de Paris, Turf Classic Stakes, Arlington Million                                                                |
| 1997 | Subtle Power       | Hingst | Gulfstream Park Turf Handicap                                                                                              |
| 1998 | Galileo            | Hingst | Epsom Derby, Irish Derby, King George VI and Queen Elizabeth Stakes                                                        |
| 1998 | Imagine            | Sto    | Irish 1000 Guineas, Epsom Oaks                                                                                             |
| 1998 | Milan              | Hingst | St. Leger |
| 1998 | Perfect Soul       | Hingst | Shadwell Turf Mile Stakes                                                                                                  |
| 1998 | Sequoyah           | Sto    | Moyglare Stud Stakes |
| 1998 | Sligo Bay          | Hingst | Hollywood Turf Cup Stakes                                                                                                  |
| 1999 | Ballingarry        | Hingst | Critérium de Saint-Cloud, Canadian International Stakes                                                                    |
| 1999 | Black Sam Bellamy  | Hingst | Gran Premio del Jockey Club, Tattersalls Gold Cup                                                                          |
| 1999 | Gossamer           | Sto    | Irish 1000 Guineas, Fillies' Mile                                                                                          |
| 1999 | High Chaparral     | Hingst | Racing Post Trophy, Epsom Derby, Irish Derby, Irish Champion Stakes, Breeders' Cup Turf (två gånger)                       |
| 1999 | Islington          | Sto    | Nassau Stakes, Yorkshire Oaks (två gånger), Breeders' Cup Filly & Mare Turf                                                |
| 1999 | River Dancer       | Valack | Queen Elizabeth II Cup |
| 1999 | Quarter Moon       | Sto    | Moyglare Stud Stakes |
| 1999 | Sholokhov          | Hingst | Gran Criterium |
| 2000 | Alberto Giacometti | Hingst | Critérium de Saint-Cloud                                                                                                   |
| 2000 | Brian Boru         | Hingst | Racing Post Trophy, St Leger Stakes                                                                                        |
| 2000 | Doyen              | Hingst | King George VI and Queen Elizabeth Stakes                                                                                  |
| 2000 | Powerscourt        | Hingst | Tattersalls Gold Cup, Arlington Million                                                                                    |
| 2000 | Refuse to Bend     | Hingst | National Stakes, 2000 Guineas, Queen Anne Stakes, Eclipse Stakes                                                           |
| 2000 | Yesterday          | Sto    | Irish 1000 Guineas |
| 2001 | Percussionist      | Valack | American Grand National |
| 2001 | Quiff              | Sto    | Yorkshire Oaks |
| 2001 | Yeats              | Hingst | Ascot Gold Cup x4, Coronation Cup, Irish St. Leger, Prix Royal-Oak                                                         |
| 2002 | Playful Act        | Sto    | Fillies' Mile |
| 2003 | Alexandrova        | Sto    | Epsom Oaks, Irish Oaks, Yorkshire Oaks                                                                                     |
| 2003 | Ask                | Hingst | Coronation Cup, Prix Royal-Oak                                                                                             |
| 2003 | Linda's Lad        | Hingst | Critérium de Saint-Cloud                                                                                                   |
| 2003 | Saddex             | Hingst | Premio Presidente della Repubblica, Rheinland-Pokal                                                                        |
| 2003 | Septimus           | Hingst | Irish St. Leger |
| 2003 | Synchronised       | Valack | Welsh National, Lexus Chase, Cheltenham Gold Cup                                                                           |
| 2005 | Listen             | Sto    | Fillies' Mile |
| 2006 | Black Bear Island  | Hingst | Dante Stakes |